# الذور (ذي السفال)

تعديل مصدري - تعديل

الذور محلة تابعة لقرية النفس، التابعة لعزلة بني عبد الله بمديرية ذي السفال إحدى مديريات محافظة إب في الجمهورية اليمنية، بلغ تعداد سكانها 277 حسب تعداد اليمن لعام 2004.